# Bezděčí u Trnávky
Bezděčí u Trnávky är en ort i Tjeckien.   Den ligger i regionen Pardubice, i den östra delen av landet, 170 km öster om huvudstaden Prag. Bezděčí u Trnávky ligger 346 meter över havet och antalet invånare är 231.
Terrängen runt Bezděčí u Trnávky är huvudsakligen kuperad, men åt sydost är den platt. Bezděčí u Trnávky ligger nere i en dal. Runt Bezděčí u Trnávky är det ganska glesbefolkat, med 36 invånare per kvadratkilometer. Närmaste större samhälle är Moravská Třebová, 10,2 km nordväst om Bezděčí u Trnávky. I omgivningarna runt Bezděčí u Trnávky växer i huvudsak blandskog.